# Protopiophila latipes
Protopiophila latipes is een vliegensoort uit de familie van de Piophilidae. De wetenschappelijke naam van de soort is voor het eerst geldig gepubliceerd in 1838 door Meigen.